# 满洲医科大学
满洲医科大学（日语：満州医科大学）是南满洲铁道株式会社于1911年在大连创办的医学院校，后迁至奉天省城（今沈阳市）。1945年随日本战败而改为国立沈阳医学院。1948年被并入中国医科大学。

## 历史沿革
1907年，野战铁道提理部（满铁前身）总裁后藤新平在奉天建立了大连医院奉天分院。
1911年，日本关东厅都督与日本政府批准在大连成立南满医学堂为医科专门学校，学制四年，同时招收日本学生与中国预科生。大连医院院长河西健次兼任首任堂长，并聘请东三省总督赵尔巽出任名誉总裁（此后张锡銮、段芝贵、张作霖先后继任名誉总裁）。1911年11月12日举行了开学典礼。1914年，山田基被委派为堂长，同时奉天分院改为医学堂附属医院。1917年预科分出，改为南满中学堂。
1922年5月，根据日本国内大学令，南满医学堂由专科升格为本科，改名满洲医科大学，学制七年，同时成立预科；校址由大连迁沈阳。1926年建立专门招收中国学生的四年制专门部。此后，南满医学堂附属奉天医院也先后改为满洲医科大学附属奉天医院、满洲医科大学医院。1937年，学校内设立药学专门部。
1945年日本战败、东北光复后，满洲医科大学停办，国民政府教育部、交通部派员接办了学校，先后更名中长铁路医科大学、铁路医学院。1946年正式更名为国立沈阳医学院，由徐诵明出任院长。1948年11月被东北人民政府卫生部接管，并入中国医科大学。

## 建筑

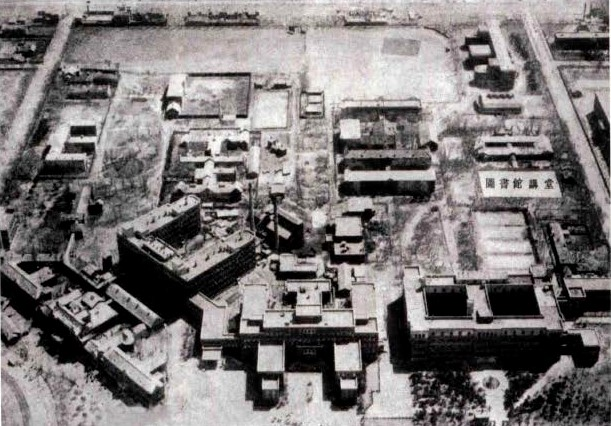
满洲医科大学鸟瞰图

原南满医学堂、满洲医科大学旧址现位于沈阳市和平区北二马路92号、南京北街155号，校园内保留下来的建筑包括本馆（现中国医科大学基础二楼）、附属医院本馆（现中国医科大学附属第一医院门诊楼）、礼堂、图书馆等。2008年，南满医学堂旧址被列为沈阳市文物保护单位。2014年，列为辽宁省文物保护单位。

## 历任校长
南满医学堂堂长
- 河西健次（1911年－？）
- 山田基（1914年－1920年）
- 稻叶逸好（1920年－1922年）

满洲医科大学校长
- 稻叶逸好（1922年－1935年）
- 久保田晴光（1935年－1937年）
- 松井太郎（1937年－1939年）
- 守中清（1939年－1945年）

国立沈阳医学院院长
- 徐诵明（1946年－1948年）

## 教授
- 久野寧 - 人體出汗研究專家，1936年、1938年、1953年諾貝爾生理學或醫學獎候選人[6]。

## 校友
自1911年南满医学堂创办至1945年满洲医科大学停办为止，学校共有毕业生2000多人。学校的知名校友包括：
- 孟天成（1916年毕业），大连博爱医院（现大连市第二人民医院）创始人、院长
- 阮振铎（1918年毕业），原满洲国文教大臣、交通大臣、经济大臣、外交大臣
- 侯宗濂（1920年毕业），生理学家，原西安医学院院长、西安医科大学名誉校长
- 石增荣（1920年毕业），眼科专家，原哈尔滨医科大学教授
- 张柏岩（1920年毕业），原哈尔滨市卫生局局长、哈尔滨市副市长
- 刘曜曦（1922年毕业），人体解剖学家，原中国医科大学教授、解剖教研室主任
- 阎德润（1923年毕业），生理学家，原哈尔滨医科大学校长、中国医科大学医疗系及基础部主任
- 曲秉善（1930年毕业），原满洲国四平省长
- 劉世傑（1935年毕业），公共卫生学家，原北京医科大学公共卫生学院教授、名誉院长
- 陈东启（1938年毕业），法医学家，原中国医科大学法医系主任
- 廖泉生（1939年毕业），皮肤病专家，台中市仁爱医院的创始人、董事长
- 夏德昭（1941年毕业），眼科专家，原中国医科大学附属第一医院眼科主任
- 于维汉（1945年毕业），地方病学专家，原哈尔滨医科大学校长、中国工程院院士
- 吴咸中（1948年毕业），中西医结合专家，原天津医科大学校长、中国工程院院士
- 刘玉清（1948年毕业），医学影像学家，中国医学科学院阜外心血管病医院教授，中国工程院院士
- 戴志升（1948年毕业），医学影像学家，《中华放射学杂志》第一届编辑委员会（1953年）和《中华放射学杂志》第二届编辑委员会（1981年) 编辑委员
- 高守一（1950年毕业于中国医科大学）： 微生物学及传染病防治专家，中国工程院院士